# Odontodes metamelaenoides
Odontodes metamelaenoides är en fjärilsart som beskrevs av Embrik Strand 1917. Odontodes metamelaenoides ingår i släktet Odontodes och familjen nattflyn. Inga underarter finns listade i Catalogue of Life.